# Lac Hachirō
Le lac Hachirō (八郎潟, Hachirō-gata, lit. « lagon Hachirō ») est un lac de la préfecture d'Akita, dans le nord-ouest d'Honshū au Japon.
Il se situe à 140°E , 40°N. Son nom formel est « lac Hachirō » (八郎湖, Hachirō-ko), on le nomme également « étang de régulation d'Hachirō-gata » (八郎潟調整池, Hachirō-gata chōseichi).

## Description
C'était le deuxième plus grand lac du Japon après le Lac Biwa. Il ne mesurait que 5 mètres de profondeur. La poldérisation étendue a commencé en 1957 avec la collaboration néerlandaise, pour la production de riz, et le village d'Ōgata a été construit sur la terre acquise le 1er octobre 1964. La partie du lac restante a une aire de 48,3 km² (18e plus grand du Japon).
Certains considèrent la poldérisation comme une erreur, puisque, ironiquement, le Japon a commencé à être tracassé avec un excédent de riz peu après la fin des travaux. D'autres déplorèrent la perte des marécages.
La pêche des coquilles de shijimi (corbicula japonica) était une industrie prospère, mais elle a fortement diminué car le lac est devenu moins saumâtre.
En hiver, les gens pêchent le wakasagi (hypomesus nipponensis, famille des osmeridae) en creusant la surface gelée. La pêche du black-bass ou achigan à grande bouche (micropterus salmoides), poisson originaire des États-Unis, attire des touristes même en dehors de la préfecture, bien qu'il semble que des espèces indigènes soient menacées par l'invasion de ces poissons étrangers.
Selon une légende, un homme appelé Hachirō qui avait été transformé en dragon avait choisi de s'établir dans le lac après une longue errance, et le lac fut appelé Hachirō-gata (« gata » signifiant « lagune » ou « lagon »). Plus tard il a été attiré par une femme qui possédait le lac Tazawa, un autre lac de la préfecture d'Akita, et il s'est déplacé là-bas. Après son départ, le niveau du lac s'est abaissé, le transformant en lagune.
À 4 mètres au-dessous de niveau de la mer, Hachirō-gata est le point le plus bas du Japon.